# Humboldt Typ C.102
Die Tenderlokomotiven Humboldt C.102 waren Dampflokomotiven mit der Achsfolge C. Insgesamt sechs Exemplare können der Baureihe zugeordnet werden. Die älteste Lokomotive stammt aus dem Jahr 1904, die neueste aus dem Jahr 1921.
Die Lokomotive mit der Fabriknummer 210 aus dem Jahr 1904 ist bis heute erhalten geblieben. Sie befindet sich seit 1985 bei der Deutschen Gesellschaft für Eisenbahngeschichte (DGEG) und verkehrt auf dem Kuckucksbähnel. 1992 erhielt sie einen Schlepptender.

## Geschichte

### Hafenbauamt Köln 6

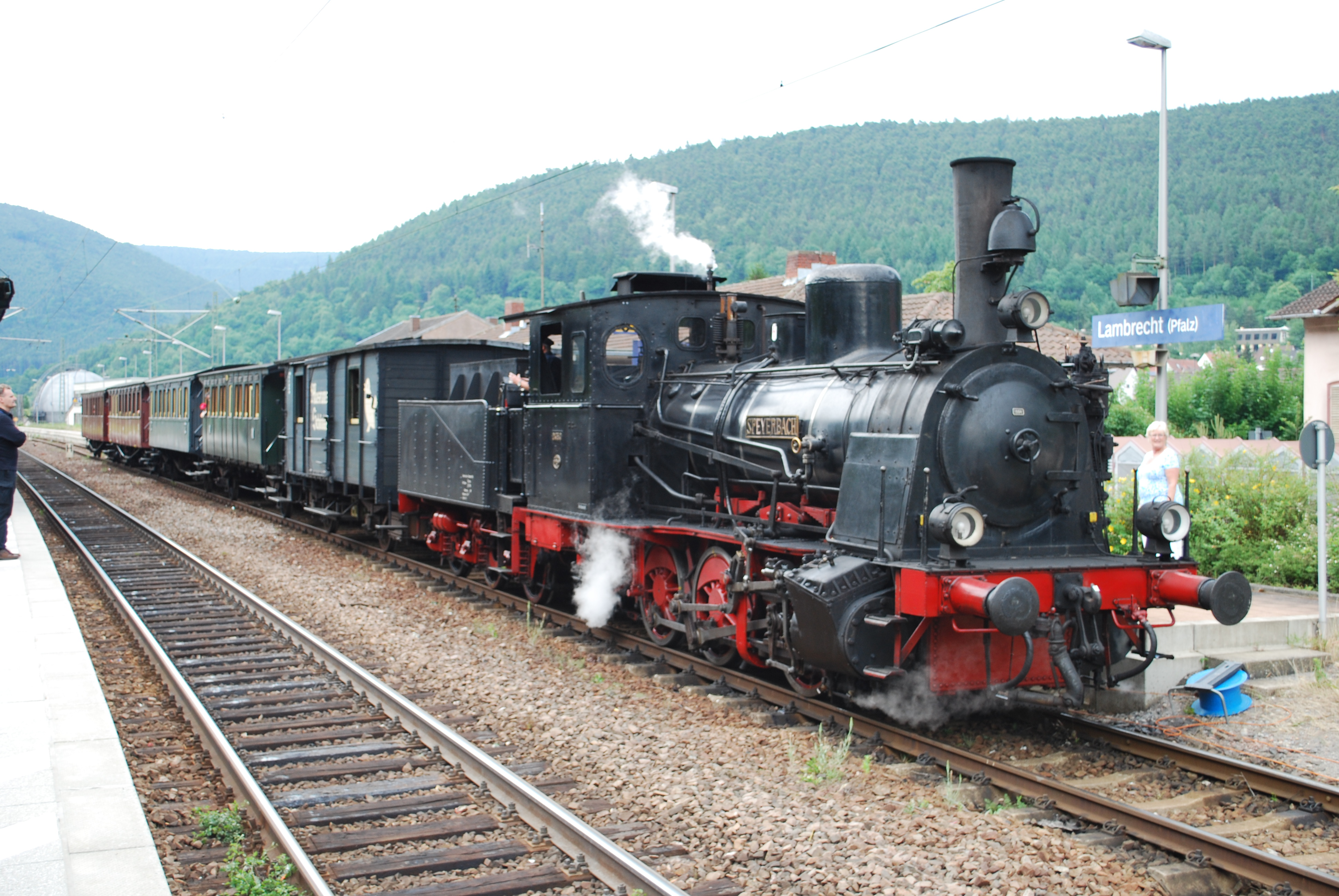
Lokomotive Speyerbach von dem Kuckucksbähnel nach dem Umbau auf Schlepptender

Die Lokomotive Humboldt 210 kam 1904 zum Hafenbauamt in Köln und blieb dort bis nach dem Zweiten Weltkrieg. 1954 wurde sie an eine Privatfirma in Wesel abgegeben und 1959 zur Gewerkschaft Walsum als Walsum 5. Die Lok wurde 1973 im Eigentum der Ruhrkohle AG ausgemustert. Sie blieb erhalten, zuerst bei einem Modelleisenbahnclub in Essen und 1985 bei der DGEG. Eingesetzt wurde sie vom Eisenbahnmuseum Neustadt/Weinstraße besonders auf der Bahnstrecke Lambrecht–Elmstein. Zur Vergrößerung ihres Aktionsradius erhielt die Lok 1992 einen zusätzlichen Schlepptender pr. 3 T 15. 1993 mit dem Namen Speyerbach versehen, bekam sie 2007 die NVR-Nummer 90 80 0089 987-6 D-DGEGN.

### Weitere Lokomotiven bei Zechenbahnen in Nordrhein-Westfalen
Die älteste Lokomotive mit der Fabriknummer 208 aus dem Jahr 1904 war bei der Harpener Bergbau AG eingesetzt und trug dort die Bezeichnung XVII. 1952 war sie bei der Zeche Hugo.  Die Lok wurde schon in den 1950er Jahren ausgemustert.
Die 1905 gebaute Lokomotive Humboldt 257 war bei der Zeche Lothringen als Nummer X eingesetzt.  Sie war zudem in der Zeche Rheinpreußen mit der gleichen Nummer und bis 1972 bei der Ruhrkohle AG im Einsatz und wurde dann ausgemustert.
Die ebenfalls 1905 gebaute Lokomotive Humboldt 258 war bei der Schachtanlage Rossenray als Nummer 1 in Dienst und wurde bei der Ruhrkohle AG 1971 ausgemustert.
Die beiden Lokomotiven mit den Fabriknummern 724 und 726 wurden 1921 gebaut. Erstere war auf der Zeche Rheinpreußen als Nummer XXII, letztere auf der Zeche Lothringen als Nummer IX eingesetzt. Beide Loks wurden Ende der 1960er Jahre ausgemustert.

## Konstruktion
Die Lokomotiven hatten mit der Preußischen T 3 viele Gemeinsamkeiten. Äußerlich waren sie nach Musterblatt III-4e durch den kräftigeren Kessel zu unterscheiden.
Die äußere Steuerung des Fahrwerks erfolgte mit einer Heusinger-Steuerung bei Verwendung von Flachschiebern.
Die Lokomotive der DGEG erhielt 1992 einen Schlepptender der Bezeichnung pr. 3T15. So konnten die Wasserkästen entfernt werden. Die umgebauten Lokomotive hatte danach eine Länge über Puffer von 14.750 mm und eine Dienstmasse von 61,5 t.
Sie ist mit einer indirekten Bremse von Knorr und einer Wurfhebelbremse ausgerüstet. Abgebremst werden der zweite bzw. dritte Radsatz einseitig von vorn. Der Luftpresser Bauart Knorr lag ursprünglich neben der Rauchkammer auf der rechten Seite, nach dem Umbau links neben ihr.